# Freziera microphylla
Freziera microphylla är en tvåhjärtbladig växtart som beskrevs av Noel Yvri Sandwith. Freziera microphylla ingår i släktet Freziera och familjen Pentaphylacaceae. Inga underarter finns listade i Catalogue of Life.